# Кутук-2
Кутук-2 (рос. Кутук-2) — печера в Башкортостані, Росія. Печера комплексного (горизонтально-вертикального) типу простягання. Загальна протяжність — 2050 м. Глибина печери становить 110 м. Категорія складності проходження ходів печери — 2Б. Печера відноситься до Кутукського підрайону Бельсько-Нугуського району Південної області Західноуральської спелеологічної провінції.